# Конклав 1740 года
Конклав 1740 года (18 февраля – 17 августа) был созван после смерти Папы Климента XII 6 февраля 1740 года и стал одним из самых продолжительных конклавов с XIII века.
Первоначальный фаворит на пост Папы, пожилой кардинал Пьетро Оттобони (1667—1740), декан Священной Коллегии Кардиналов, внучатый племянник папы римского Александра VIII, участвовавший в шести конклавах, скончался вскоре после начала конклава, и кардиналы, лояльные Дому Бурбонов, неоднократно предлагали кандидатуру Помпео Альдрованди, но в конечном итоге были вынуждены признать, что он не сможет набрать две трети голосов.
Спустя шесть месяцев другие возможные кандидаты также потерпели неудачу, и был избран кардинал Просперо Ламбертини, архиепископ Болоньи, который был кардиналом с 9 декабря 1726 года. Он принял имя Бенедикт XIV.

## Ранние кандидаты
Конклав начался 18 февраля 1740 года после похорон Климента XII и продолжался шесть месяцев.
Вначале в конклаве приняли участие всего тридцать два кардинала, и ожидалось, что преемником Климента XII будет избран пожилой Пьетро Оттобони (1667—1740), кардинал с более чем пятидесятилетним стажем и декан Священной коллегии кардиналов. Однако против Оттобони возникла оппозиция из-за его покровительственных отношений с Францией. Через несколько дней он серьёзно заболел, 25 февраля покинул конклав, а 29 февраля скончался. Место Оттобони в качестве декана занял Томмазо Руффо, вице-декан Священной коллегии.
По мере того, как в Рим прибывало всё больше кардиналов и они вступали на конклав, группа французских кардиналов заключила союз с австрийскими и испанскими кардиналами из Неаполя и Тосканы. Верные Бурбонам кардиналы предложили кандидатуру Помпео Альдрованди, но ему немного не хватило голосов, чтобы набрать необходимое большинство в две трети голосов. В течение сорока дней его кандидатура безуспешно обсуждалась, прежде чем стало ясно, что он не может быть избран.
Возникла значительная и продолжительная путаница, выдвигалось множество имён, но ни одно из них не нашло необходимого уровня поддержки. После долгих раздумий в качестве компромиссного кандидата был предложен кардинал Ламбертини, юрист-канонист, и, как сообщается, он сказал Коллегии кардиналов: «Если вы желаете избрать святого — выбирайте Готти; если государственного деятеля, то Альдрованди, если честного человека — изберите меня». Это, по-видимому, пошло на пользу его делу, которому также способствовала его репутация человека глубокой учености, мягкости, мудрости и примирения в политике
.

## Избрание Папы Бенедикта XIV

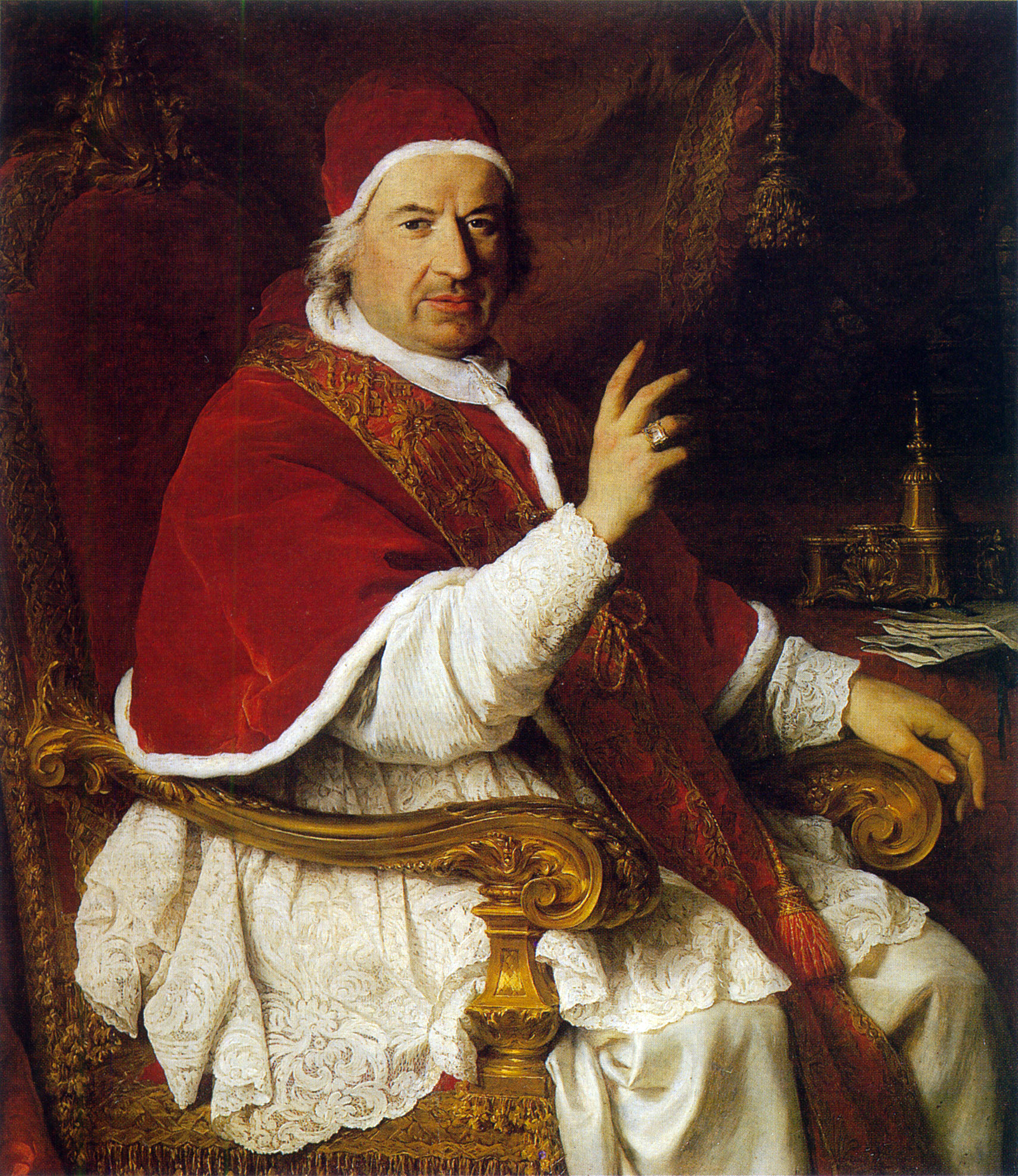
Бенедикт XIV

По словам одного историка, коллегия кардиналов была:

...слишком чувствительна к собственной слабости, чтобы рисковать оскорбить соседние дворы. Наконец они остановились на человеке, который, по крайней мере, вряд ли был оскорбительным, поскольку он никогда в своей жизни не занимался дипломатическими делами, ни в качестве посла, ни в качестве нунция. Это был Просперо Ламбертини, уроженец Болоньи.— 
Вечером 17 августа, при 255-м голосовании, Ламбертини был избран Папой, получив голоса более двух третей от пятидесяти одного присутствовавшего кардинала. Ламбертини принял своё избрание и взял имя Бенедикт XIV в честь своего друга и покровителя Папы Бенедикта XIII. Это был один из самых продолжительных конклавов, хотя и далеко не самый длительный. Бенедикт XIV был коронован несколько дней спустя в лоджии Ватиканской базилики.

## Другие свидетели
Джованни Анджело Браски, впоследствии Папа Пий VI, присутствовал на конклаве, будучи еще мирянином, в качестве помощника кардинала Руффо.
Молодой Гораций Уолпол, который в то время был в Риме, попытался присутствовать на коронации, но отказался, так как ожидание показалось ему бесконечным. Он написал своему другу и кузену Конвею: «Мне жаль, что я не смог увидеть коронацию Папы, но я бы смог дождаться её, пока сам не стану достаточно взрослым, чтобы стать Папой»..